# 6. základní expedice (Mir)
6. základní expedice, zkráceně EO-6 (rusky 6-я основная экспедиция, ЭО-6), na Mir byla šestá dlouhodobá (celkově jedenáctá) expedice vyslaná Sovětským svazem na jeho vesmírnou stanici Mir. Expedice byla zahájena 11. února 1990 startem kosmické lodi Sojuz TM-9 a trvala do přistání téže lodi 9. srpna 1990. Výprava byla dvoučlenná a skládala se z velitele Anatolije Solovjova a palubního inženýra Alexandra Balandina.

## Posádka
| Pozice          | Kosmonaut                           |
| --------------- | ----------------------------------- |
| Velitel         | Anatolij Solovjov, (2) CPK          |
| Palubní inženýr | Alexandr Balandin, (1) NPO Eněrgija |

V závorkách je uveden dosavadní počet letů do vesmíru včetně této expedice.
| Pozice          | Záložní posádka                  |
| --------------- | -------------------------------- |
| Velitel         | Gennadij Manakov, CPK            |
| Palubní inženýr | Gennadij Strekalov, NPO Eněrgija |

## Průběh expedice

### Sestavení posádky a zahájení expedice
Příprava kosmonautů k šestému dlouhodobému letu na stanici Mir začala v září 1989, kdy se záložní a posádka 5. expedice posunula na místo hlavní posádky expedice šesté. Byli v ní Anatolij Solovjov (velitel) a Alexandr Balandin (palubní inženýr), Zálohu tvořili Gennadij Manakov a Gennadij Strekalov.
Expedice začala startem kosmické lodi Sojuz TM-9 z kosmodromu Bajkonur 11. února 1990 v 06:16 UTC, se stanicí Mir se loď spojila o dva dny později v 6:16 UTC.

### Průběh letu
Po spojení se stanicí se kosmonauti přivítali s Alexandrem Viktorenkem a Alexandrem Serebrovem z 5. základní expedice. Během následujících dní převzali stanici. Viktorenko a Serebrov se vrátili na Zem 19. února 1990. O dva dny později Solovjov s Balandinem přeparkovali svůj Sojuz (z uzlu modulu Kvant na čelní stykovací uzel +X. 
V dalších dnech propojovali systémy modulu Kvant-2 se zbytkem stanice. Začátkem března přijali zásobovací Progress M-3. Nezanedbávali ani nejrůznější experimenty – na zařízení Gallar připravovali monokrystaly GaS (později i CdTe, GaAs, ZnO, Ge, Si), prováděli biotechnologické výzkumy, mimo jiné i československo-sovětský experiment, ve kterém se v aparatuře Inkubator 2 sledoval vliv kosmického letu na vývoj křepelek (Cotumix japonica; ze 35 nasazených vajec se vylíhlo 8). Instalovali též nový palubní počítač Saljut 5B namísto starého Argonu 16B.
Dne 27. dubna odletěl Progress M-3, náhradou přijali 7. května Progress 42. Poté se rozběhlo nové kolo biotechnologických, technologických, lékařských experimentů, posádka pozorovala a fotografovala Zemi i hvězdy (oblast Jižního kříže, v ultrafialovém spektru).
Dne 27. května odletěl Progress a na druhý den kosmonauti přeletěli se Sojuzem zpět na uzel Kvantu. desátý den června se ke stanici připojil na osový uzel +X nový modul – Kristall, na druhý den ho kosmonauti přemístili na boční uzel -Y, symetricky k modulu Kvant-2. Modul Kristall byl určen především k provádění technologických experimentů, stanice po jeho připojení vážila 83 tun. 3. července posádka se Sojuzem přeletěla zpět na osový uzel +X.
Dne 17. července Solovjov a Balandin podnikli výstup do otevřeného vesmíru. Za úkol měli upevnění textilní tepelné izolace přistávacího modulu Sojuzu TM-9, uvolněné při startu. Výstup provázely problémy. Poklop přechodové komory kosmonauti otevřeli předčasně, pod tlakem zbylého vzduchu se prudce vyklopil a zdeformoval jeden ze závěsů. Pak se zdrželi při přemisťování, takže stihli upevnit je dva ze tří plátů izolace. Navíc se jim nepodařilo hermeticky zavřít přechodovou komoru (poklop nedoléhal o 1,5 mm). Výstup se protáhl na 7 hodin a 16 minut. Při druhém výstupu 28. července se poklop zavřít podařilo.
Loď Sojuz TM-10 s novou, 7. základní posádkou přiletěla 3. srpna 1990. Solovjov a Balandin se přivítali s hosty – Gennadijem Manakovem a Gennadijem Strekalovem. Během týdne nováčci převzali stanici a 9. srpna 1990 ve 04:09 UTC stará posádka z Miru odletěla se svou lodí Sojuz TM-9 a 130 kg nákladu, především výsledků experimentů. Přistáli ve 07:34 UTC v Kazachstánu 72 km severovýchodně od Arkalyku.